# Ciechowice
Ciechowice (prononciation : [t͡ɕɛxɔˈvit͡sɛ]) est une localité polonaise de la gmina de Nędza, située dans le powiat de Racibórz en voïvodie de Silésie.